# بيتر لوي (فنان)
بيتر لوي (بالإنجليزية: Peter Lowe)‏ هو فنان بريطاني، ولد في 17 يونيو 1938 في لندن في المملكة المتحدة.